# Phyllodiaptomus blanci
Phyllodiaptomus blanci is een eenoogkreeftjessoort uit de familie van de Diaptomidae. De wetenschappelijke naam van de soort is voor het eerst geldig gepubliceerd in 1896 door  Jules de Guerne en Jules Richard.